# Sound Beach
Sound Beach és una concentració de població designada pel cens dels Estats Units a l'estat de Nova York. Segons el cens del 2000 tenia 9.807 habitants.

## Demografia
Segons el cens del 2000, Sound Beach tenia 9.807 habitants, 3.358 habitatges, i 2.612 famílies. La densitat de població era de 1.423,5 habitants per km².
Dels 3.358 habitatges en un 42% hi vivien nens de menys de 18 anys, en un 62% hi vivien parelles casades, en un 11,4% dones solteres, i en un 22,2% no eren unitats familiars. En el 16,7% dels habitatges hi vivien persones soles el 5,2% de les quals corresponia a persones de 65 anys o més que vivien soles. El nombre mitjà de persones vivint en cada habitatge era de 2,91 i el nombre mitjà de persones que vivien en cada família era de 3,29.
Per edats la població es repartia de la següent manera: un 28,7% tenia menys de 18 anys, un 7,7% entre 18 i 24, un 33,7% entre 25 i 44, un 21,7% de 45 a 60 i un 8,2% 65 anys o més.
L'edat mediana era de 34 anys. Per cada 100 dones de 18 o més anys hi havia 93,7 homes.
La renda mediana per habitatge era de 60.851 $ i la renda mediana per família de 66.018 $. Els homes tenien una renda mediana de 47.079 $ mentre que les dones 28.142 $. La renda per capita de la població era de 22.550 $. Entorn del 5% de les famílies i el 6,9% de la població estaven per davall del llindar de pobresa.